# Stipulatio
La stipulatio (in italiano "stipulazione") era il più tipico contratto verbale del diritto romano.

## Descrizione
Nasce dall'evoluzione del giuramento promissorio della sponsio, istituto tipico del diritto romano arcaico che, intorno al IV-III secolo a.C., vede l'introduzione di un diverso e meno rigido formalismo verbale nella creazione dell'istituto, con l'introduzione di una terminologia diversa rispetto al solenne utilizzo del verbo spondere su cui si basava la formazione dell'enunciato promissorio in epoca risalente.
Così si venne a introdurre la figura della stipulatio: che si manifesta tramite una domanda alla quale segue una congrua risposta fatta, utilizzando lo stesso verbo applicato alla domanda (congruenza verborum) il promissor assume così l'obbligazione consistente nell'adempimento di una determinata prestazione in favore dello stipulator.
La stipulatio trovò utilizzo in una moltitudine di casi, ad esempio in casi di costituzione e/o restituzione di dote, in casi in cui bisognava assicurare la presenza del convenuto in un processo, in casi in cui si doveva sostituire una obbligazione con un'altra (novazione) etc.
Inizialmente la stipulatio ha un forte carattere formale (utilizzo di parole precise) e una forma assolutamente orale alla quale poi venne affiancata una forma scritta inizialmente a titolo di pura funzione probatoria, con l'avvento dell'epoca Postclassica/Giustinianea il formalismo grazie a imperatori come Leone venne meno; Leone stesso infatti spiegò che era pronto ad accettare ogni tipo di stipulatio che non impiegasse parole solenni e formali purché fosse comunque in grado, tramite queste, di far comprendere la causa del negozio stesso. La forma scritta di questo negozio giuridico divenne sempre più importante spinta anche dalle ideologie interne agli imperi tra cui si ricordano quella ellenistica che aiutarono l'utilizzo della scrittura in contratti puramente orali (obligationes verbis contractae) come questo; Giustiniano stesso parve convinto dell'utilizzo sempre più affermato della scrittura in epoca Postclassica.
Oltre alle stipulationes convenzionali, nate dall'accordo delle parti, ve ne sono altre legali cioè predisposte dal pretore (dette anche "stipulazioni pretorie"): un esempio è la cosiddetta cautio damni infecti, a tutela del proprietario per l'eventuale danno temuto.
Le azioni utilizzabili in ambito di stipulatio sono la actio ex stipulatu incerti se l'oggetto della stipulatio è incerto o consiste in un fare o in un non fare, se consiste per esempio in un dare predeterminato allora si utilizzerà una actio certae creditae pecuniae.